# Noturus trautmani
Noturus trautmani је зракоперка из реда Siluriformes. 

## Угроженост
Ова врста је крајње угрожена и у великој опасности од изумирања.

## Станиште
Станиште врсте су слатководна подручја.